# Ticket to Ride (Beverly Hills, 90210)
Ticket to Ride is de negenentwintigste aflevering van het zesde seizoen van het tienerdrama Beverly Hills, 90210, die voor het eerst werd uitgezonden op 1 mei 1996.

## Verhaal
Brandon en Susan kopen een kraslot en winnen $ 5000, -, dit vinden ze prachtig en dromen wat ze ermee kunnen doen. Ze moeten ook flink leren voor hun examens maar dat valt niet mee met hun rijkdom. Dan ineens raken ze hun lot kwijt en halen alles overhoop om het lot terug te vinden waaronder de vuilcontainer van de Peach Pitt. Dit zet hun relatie onder zware druk omdat ze elkaar de schuld geven van het kwijtraken. Op het moment dat hun relatie onder knappen staat vind Brandon het lot weer terug. Ze zijn dolblij dat ze het terug hebben maar omdat het zoveel problemen heeft gegeven besluiten ze het geld weg te geven aan een goed doel.
De examens zijn in volle gang en zet iedereen onder flinke druk. David en Donna hebben van hun baas van de platenlabel meer compact discs gekregen om meer videoclips te maken. Ze moeten dus veel leren en naar muziek luisteren. Als Donna op bezoek is bij Joe spelen ze een spelletje, ondertussen zit Donna naar muziek te luisteren en dan belt David ook nog op. Joe vindt dit redelijk irritant worden. Donna en David worden uitgenodigd voor een feest voor de muziekindustrie en Donna neemt Joe ook mee. Joe verveelt zich dood op het feest en beseft dat deze wereld niets voor hem is. Joe begint na te denken of hij wel quarterback wil blijven.
Colin maakt zich op om naar de gevangenis te gaan en pakt al zijn persoonlijke spullen in voor opslag. Valerie heeft het er moeilijk mee dat Colin naar de gevangenis gaat. Als Colin zich moet melden voor zijn straf, brengt Valerie hem weg met haar auto. Voor de rechtbank zal Colin de auto wegzetten en bij het parkeren beseft hij dat hij dit niet aankan en besluit te vluchten. Valerie beseft dat ze nu een probleem heeft, mede omdat zij borg staat voor Colin. Colin maakt nog een stop bij Kelly en vraagt haar of zij nog iets voelt voor hem, maar ze vraagt hem te vertrekken.
De vriendschap tussen Steve en Carl wordt steeds intenser, dit tot lichte irritatie van Clare. Clare en Carl wachten op Steve om een avond uit te gaan, ze bellen naar Steve waar hij blijft en zegt hun dat hij er zo snel mogelijk aankomt. Terwijl hij dit zegt valt hij van de trap en breekt zijn kaak. Nu hij weinig kan en pijn heeft, wordt hij verwend door Carl die hem op zijn wenken bedient.

## Rolverdeling
- Jason Priestley - Brandon Walsh
- Jennie Garth - Kelly Taylor
- Ian Ziering - Steve Sanders
- Brian Austin Green - David Silver
- Tori Spelling - Donna Martin
- Tiffani Thiessen - Valerie Malone
- Joe E. Tata - Nat Bussichio
- Kathleen Robertson - Clare Arnold
- Jason Wiles - Colin Robbins
- Ann Gillespie - Jackie Taylor
- Emma Caulfield - Susan Keats
- Cameron Bancroft - Joe Bradley
- Wesley Allen Gullick - Willie de kok
- Michael Woolson - Erik Budman
- Nick Kiriazis - Prins Carl